# Aritatsu Ogi
Aritatsu Ogi (jap. 小城得達 Ogi Aritatsu; ur. 10 grudnia 1942 w Hiroszimie) – japoński piłkarz grający na pozycji pomocnika. Były reprezentant kraju.

## Kariera klubowa
Od 1965 do 1976 roku występował w klubie Toyo Industries.

## Kariera reprezentacyjna
Karierę reprezentacyjną rozpoczął w 1963 roku. Karierę reprezentacyjną zakończył w 1976 roku. W sumie w reprezentacji wystąpił w 62 spotkaniach. Wystąpił na Igrzyskach Olimpijskich 1964 i 1968.

## Statystyki
| Reprezentacja Japonii | Reprezentacja Japonii | Reprezentacja Japonii |
| Rok                   | Mecze                 | Gole                  |
| --------------------- | --------------------- | --------------------- |
| 1963                  | 1                     | 0                     |
| 1964                  | 1                     | 0                     |
| 1965                  | 2                     | 0                     |
| 1966                  | 7                     | 2                     |
| 1967                  | 5                     | 3                     |
| 1968                  | 3                     | 0                     |
| 1969                  | 4                     | 0                     |
| 1970                  | 13                    | 2                     |
| 1971                  | 5                     | 2                     |
| 1972                  | 8                     | 2                     |
| 1973                  | 5                     | 0                     |
| 1974                  | 6                     | 0                     |
| 1975                  | 0                     | 0                     |
| 1976                  | 2                     | 0                     |
| Razem                 | 62                    | 11                    |